# Asobara apicalis
Asobara apicalis är en stekelart som beskrevs av Fischer 2003. Asobara apicalis ingår i släktet Asobara och familjen bracksteklar. Inga underarter finns listade.